# Joseph Aidoo
Joseph Aidoo (ur. 29 września 1995) – ghański piłkarz występujący na pozycji obrońcy w Celcie Vigo.